# Евакуаційні заходи австрійського та російського урядів на українських землях в роки Першої світової війни
Евакуаційні заходи австрійського та російського урядів на українських землях в роки Першої світової війни та пов'язані з цим проблеми залізничних перевезень і сільськогосподарського виробництва. Вперше евакуаційні заходи в роки Першої світової війни на українських землях були застосовані австрійською владою в Галичині й Буковині. Швидкий наступ російських військ під час Галицької битви 1914 примусив місцеву австрійську адміністрацію терміново організувати вивезення в тилові райони людей та матеріальних цінностей (хоча заводи здебільшого, напр. нафтопереробний у Дрогобичі, законсервовували в надії на швидке повернення, а також через брак часу та недостатню кількість вагонів).

## Біженці в Австро-Угорщину
Невдалий для Австро-Угорщини початок воєнних дій спричинив появу на її теренах численних біженців та евакуйованих із Галичини та Буковини. Щоправда, серед українців переважали не біженці, а «планово» евакуйовані «виселенці» та «інтерновані». До проведення таких «планових» заходів австрійську владу спонукала низка обставин: по-перше, необхідність примусового переселення тих осіб, політичні переконання яких були проросійськими або ж сумнівними, по-друге, воєнні оперативні плани самі по собі передбачали насильне виселення населення цілих районів із театру бойових дій, і по-третє, господарські розрахунки вимагали дій щодо задоволення зростаючого попиту на робочу силу в роки війни.
Розмах переселенських процесів з Галичини, Буковини і Боснії (див. Боснія і Герцеговина) та небезпека втрати контролю з боку урядових структур над потоком біженців змусили австро-угорське МВС приступити до організації спеціальних таборів для воєнних виселенців. Уже 10 серпня 1914 при віденському магістраті було створено Центральне представництво опіки над біженцями з Галичини та Буковини, а також підготовлено інструкцію «Релігійний, соціально-політичний, культурно-гуманітарний зміст опіки над біженцями з Галичини та Буковини», згідно з якою основна робота з розміщення та обов'язкового працевлаштування воєнних біженців мала проводитися тими крайовими політичними урядами, на чиїй території знаходилися переселенці. На початку січня 1915 уряд визнав Український комітет допомоги, очолюваний Ю. Романчуком, державною структурою й надав йому фінансову підтримку (тижневий бюджет близько 20 тис. крон). З початком нового наступу російських військ (див. Брусиловський прорив 1916) в Австро-Угорщині з'явилися ще дві організації, які займалися допомогою українським біженцям і фінансувалися з державного бюджету: Комітет опіки над біженцями з Буковини (лише в «плановому» порядку з Буковини в австрійські табори було вивезено близько 30 тис. осіб усіх національностей) та Український крайовий комітет допомоги для біженців.
Відповідно до внутрішньополітичної ситуації в країні уряд при організації переселенських таборів намагався враховувати національний фактор і створювати по змозі однонаціональні табори. Зокрема, для українців було виділено табори у Вольфсбергу, Гмюнді та Гредігу. Українці перебували і в змішаних таборах у Оберголлябрун (з румунами) та Хоцен (з поляками). Уряд намагався забезпечити мешканців таборів усім необхідним для нормального життя: усі табори мали цегляні будівлі, власний водопровід, каналізацію з хімічним очищенням води, автономну електричну мережу, хлібопекарні, лікарняні бараки і навіть рентгенівські апарати. Відкривалися національні школи, театри, видавалися газети.
Австрійський уряд виділяв грошову допомогу біженцям (48– 60 крон на місяць). Натомість він практично за безцінь використовував робочу силу, сконцентровану в переселенських таборах (зокрема, лише в Гмюнді підписали контракти чи були примусово вивезені на найрізноманітніші роботи 1915?– 16 890 чоловіків і 16 800 жінок; 1916?– 8540 чоловіків і 8675 жінок; 1917 — 5680 чоловіків і 6880 жінок). Загалом у 1914 — 1-й пол. 1917 затрати на виділення щомісячної грошової допомоги українським біженцям, на утримання їхніх переселенських таборів та фінансування культурно-освітніх потреб склали для австрійської казни приблизно 69 млн крон.
На відміну від виселенців, для інтернованих — т. зв. політично неблагонадійних українців з Галичини й Буковини — на нових місцях їхнього проживання влада не створювала належних побутових умов. Окрім того, інтернування супроводжувалося безконтрольним насиллям з боку місц. органів влади. Ще 8 серп. 1914 галицьке намісництво видало розпорядження про «превентивний арешт політично-підозрілих москвофілів», однак дуже скоро такі арешти перетворилися в масовий терор проти багатьох українців Австрії (за підрахунками І.Нагаєвського в Галичині було вбито бл. 36 тис. укр. цивільних осіб).

### Талергоф
Для інтернованих українців Галичини й Буковини були створені окремі концентраційні табори на заході Австрії, серед яких виділявся своїми розмірами Талергоф (бл. 5 тис. арештованих, у тому числі бл. 500 священиків). Восени 1916 розпочалася друга масова хвиля інтернування українського населення в концентраційні табори (лише в Талергоф — бл. 2 тис. осіб). Умови для проживання в таких таборах були надзвичайно важкими — від голоду, холоду, інфекційних захворювань у них загинуло бл. 2 тис. осіб.

## Переселення в Російську імперію
Після успішного наступу німецьких та австро-угорських військ у ході Горлицької битви 1915 вже російська влада змушена була вдатися до проведення евакуаційних заходів. Лише з Галичини в Росію виїхало чи було вивезено бл. 100 тис. осіб. Причини переселення, як і 1914, були різнопланові: намагання російського командування залишити австрійцям після себе пустку, що знайшло своє відображення у відповідних розпорядженнях; організоване виведення цивільного населення з району бойових дій та артилерійських обстрілів; страх перед розправами зі сторони австрійців за співпрацю з російськими органами влади та перехід у православ'я. Основним центром евакуйованих з Галичини москвофілів (див. Москвофільство) наприкінці 1915 став Ростов-на-Дону (нині місто в РФ; бл. 6 тис. представників інтелігенції і учнів, також чимало селян). Водночас, як і австрійська адміністрація в Галичині роком раніше, російські військово-адміністративні органи проводили інтернування політично «неблагонадійних» (т. зв. заручників) у внутрішні губернії Російської імперії.
У зв'язку із наступом австро-угорських та німецьких військ весною–літом 1915 відповідні евакуаційні заходи почали проводити вже й на території правобережних губерній Російської імперії — у Волинській губернії та Подільській губернії. На початку червня 1915 вище російське командування віддало наказ, згідно з яким залишена територія «повинна бути перетворена в пустелю, тобто звільнена як від населення, так і від усього, що могло становити для ворога певну цінність». З практичного боку це означало масове виселення людей, особливо чоловіків «від 17 до 45 років», а також вивезення або знищення продовольчих запасів включно з посівами зернових культур.
Дедалі більші видатки з державної скарбниці для підтримки біженців, з одного боку, та небезпека заселення німецькими колоністами обезлюднених земель — з другого, зумовили пригальмування політики переселень. Зі стабілізацією фронту восени 1915 інтенсивність переселенських потоків різко зменшилася.
На території всієї Російської імперії наприкінці 1916 нараховувалося понад 3 млн біженців і вигнанців, зокрема на українських землях більше 1 млн. Займаючись переселеннями, царський уряд намагався водночас проводити політику «вдосконалення» національної структури населення, всіляко перемішуючи людей різних національностей з метою прискорення їхньої асиміляції.
Надзвичайно гостро стояла проблема забезпечення біженців усім найнеобхіднішим, оскільки зусиль одного лише уряду тут було явно недостатньо. Значну допомогу біженцям надали різноманітні громадські благодійні організації, зокрема «Всеросійський земський союз» (див. «Земський союз»), «Всеросійський союз міст», «Комітет великої княжни Тетяни Миколаївни» (дочка імператора Миколи II), «Галицко-русское благотворительное общество», іноземні благодійні організації (комітет «Велика Британія — Польщі і Галичині» та ін.).

### Деякі спричинені евакуацією економічні проблеми в українських губерніях Російської імперії
Вся залізнична мережа Російської імперії західного напрямку була розрахована на наступальні дії російської армії. Вона була спроектована й збудована таким чином, що з наближенням до західного кордону пропускна спроможність залізничних магістралей зростала. Коли ж величезні вантажопотоки довелося спрямувати у зворотному напрямі, то на лініях Петроград (нині м. Санкт-Петербург)–Харків–Севастополь, де пропускна спроможність залізничних магістралей була втричі меншою, ніж у прикордонній смузі, на залізничних станціях повсюди створювалися затори.
Величезна кількість біженців і вигнанців з прифронтових регіонів посилила і без того значний розлад руху на залізницях, спричинений відступом російських військ на широкому фронті влітку 1915 й евакуацією з прифронтових губерній промислового устаткування, адміністративних установ, навчальних і культурних закладів тощо.
Всього з території Царства Польського та Прибалтики було вивезено близько 680 підприємств, із них кожне шосте — 18 %– опинилося в Україні, серед останніх, зокрема, й Деміївський снарядний завод (у м. Київ; існував до 1918).
За даними Головного управління залізниць, для біженців і евакуйованих вантажів виділили від 100 до 115 тис. вагонів. Наприкінці 1915 залізнична станція Харкова, напр., була повністю загромаджена галицькими вузьколінійними (залізнична колія в Російській імперії була ширшою за австрійську) вагонами з устаткуванням евакуйованих підприємств.
Окрім цього, з території Правобережної України вивозили хлібні та цукрові запаси, велику рогату худобу й ін. вантажі. Тільки для евакуації з цього регіону селекційних станцій і сортового бурякового насіння необхідно було подати під навантаження 1500 товарних вагонів. За визнанням вищих урядовців, евакуація у величезному обсязі промислової та с.-г. продукції остаточно сплутала роботу залізничної мережі. Протягом кількох місяців вантажообіг перебував у хаотичному стані. Тисячі похапцем евакуйованих вагонів з вантажами, що часто не мали документального супроводу, місяцями подорожували з однієї магістралі на ін. Внаслідок закриття прямих напрямів залізничного руху вагони відправлялися кружними шляхами, що призводило до надмірного пробігу перевізних засобів.
Безладдя на транспортних магістралях загострило паливну кризу в економіці. Якщо в травні було вивезено 121 млн пудів мінерального палива з Донецького басейну, то у вересні й жовтні — відповідно 73,6 і 79,1 млн пудів. Оскільки видобуток вугілля й антрациту тримався на рівні приблизно 130 млн пудів, а в жовтні піднявся навіть до 148 млн пудів, то на шахтах стали накопичуватися запаси мінерального палива. На 1 листопада 1915 вони досягли 115 млн пудів. Вугілля не витримувало тривалого зберігання у величезних буртах і загоралося.
1915 рік, з огляду на евакуаційні заходи царського уряду, став надзвичайно несприятливим і для скотарства Правобережної України. Оскільки існувала загроза окупації її території, земства вели інтенсивну закупівлю худоби для потреб армії, а також переправляли її через Дніпро до Харківщини і далі в губернії Великоросії. Лише в організованих формах з цього регіону евакуйовано близько 1 млн голів великої рогатої худоби. Загалом, за даними Міністерства землеробства, зменшення поголів'я худоби в губерніях Правобережної України наприкінці 1915 досягло 25 %, а в окремих місцевостях — бл. 50 %. Найбільших втрат у цьому регіоні зазнало скотарство Волині. До кінця 1915 губернським земством та інтендантськими заготівельниками було закуплено в населення щонайменше 100 тис. волів, корів і бугаїв, а евакуаційними комісіями — ще бл. 70 тис. Загалом губернія втратила до грудня 1915 р. 450 тис. голів великої рогатої худоби, або бл. 54 % усього дорослого поголів'я. Причому втрати волів досягли 85 %, бугаїв — 73 %, корів — 47,5 %.
Затяжний відступ російських військ під тиском армій Центральних держав навесні й улітку 1915 спричинив паніку серед тих, хто займався вирощуванням свиней, оскільки стада свиней неможливо перегнати на далекі відстані. У Київській губернії кількість свиней скоротилася протягом 1915–16 на 58,5 %. Те саме відбувалося в Подільській, Волинській і навіть Чернігівській губерніях, хоча остання розташовувалася на Лівобережній Україні. Війна й спричинені нею урядові евакуаційні заходи завдали чималих втрат усім галузям тваринництва українських губерній.